# Al-Chibayish District
Al-Chibayish District är ett distrikt i Irak.   Det ligger i provinsen Dhi Qar, i den sydöstra delen av landet, 400 km sydost om huvudstaden Bagdad. Antalet invånare är 150 000.